# José Augusto de Almeida
José Augusto Pinto de Almeida, född 13 april 1937 i Barreiro, är en portugisisk fotbollstränare och före detta spelare. Under sin aktiva karriär spelade han till största del för Benfica där han bland annat var med om att vinna ligan åtta gånger och Europacupen två gånger.

## Karriär

### Klubblag
José Augusto startade sin karriär i Barreirense där han gjorde debut 1955. Sommaren 1959 skrev han på för Benfica som hade stjärnor som Mário Coluna, Eusébio, António Simões och José Torres. Benfica hade nu sin storhetstid och vann Europacupen både 1961 och 1962. Dessutom var laget framme i finalen vid ytterligare tre tillfällen under 1960-talet. Under säsongen 1960/61 så gjorde Augusto 24 mål på 25 matcher i ligan, sin bästa notering under karriären.
José Augusto avslutade karriären tidigt under säsongen 1969/70 och blev genast tränare för Benfica som han ledde till en andraplats i Primeira Liga, efter segrande Sporting Lissabon. Han kom att leda flera andra lag, bland annat Farense och Penafiel i högstaligan. 1994/95 tog han för första gången över ett lag utanför Portugal; spanska CD Logroñés. Logroñés åkte ur La Liga då man bara tog 13 poäng, ett nytt bottenrekord i La Ligas historia.

### Landslag
Augusto gjorde sin debut för Portugals landslag 7 maj 1958 i en 1-2-förlust mot England. Totalt gjorde han 45 landskamper och nio mål.
Han var även med när Portugal vann VM-brons 1966, där han spelade alla matcher och gjorde tre mål; två i öppningsmatchen mot Ungern (3-1), och ett mål mot Nordkorea i kvartsfinalen (5-3).
1971 blev han förbundskapten för Portugal men lyckades inte att kvalificera laget för VM 1974. Under 80-talet var han även tränare för Portugals U21-lag, och var även assisterande tränare under EM 1984.
Mellan 2004 och 2007 var José Augusto förbundskapten för Portugals damlandslag.

## Meriter

### Som spelare
Benfica
- Europacupen: 1961, 1962
- Primeira Liga: 1960, 1961, 1963, 1964, 1965, 1967, 1968, 1969
- Portugisiska cupen: 1962, 1964, 1969

Portugal
- VM-brons: 1966

### Som tränare
Benfica
- Portugisiska cupen: 1970